# Ендру Џексон
Ендру Џексон (енгл. Andrew Jackson; Ваксхов, 15. март 1767 — Нешвил, 8. јун 1845) је био амерички војсковођа, политичар и државник, познат по томе што је био 7. председник САД и оснивач данашње Демократске странке.

## Биографија
Џексон је рођен у породици сиромашних шкотско-ирских досељеника у месту које се данас налази на граници између Јужне Каролине и Северне Каролине. Као тринаестогодишњак се прикључио Континенталној војсци за време Америчког рата за независност где је служио као курир. Претрпео је тешка злостављања у заробљеништву од стране британске војске и добио ожиљке које ће носити до краја живота. Брат, који је био заробљен са Џексоном, као и остатак њихове породице, су умрли од глади, болести и других последица рата. Због свега тога је Џексон развио трајну мржњу према свему што је британско, као и презир према америчкој аристократији која је живела у великим градовима на атлантској обали, а коју је држао превише „поквареном“ британском културом.
Године 1787. Џексон се преселио у Тенеси, гранично подручје које ће убрзо постати нова држава САД. Иако се од образовања могао похвалити једино читањем неколико правних књига, постао је успешан и угледан адвокат, захваљујући чему је изабран за првог заступника Тенесија у Конгресу, а касније и за првог сенатора.
Ту је каријеру напустио како би постао судија Врховног суда у Тенесију, али и пуковник у државној милицији. Када је 1812. године избио рат између САД и Велике Британије, америчке регуларне снаге су биле превише запослене да би се успешно супротставиле индијанским племенима на западној граници. У једном од тих племена избио је грађански рат између пробританске и проамеричке фракције који је прерастао у сукоб са америчким досељеницима. Џексон је именован за заповедника милицијских снага које су морале да реше тај проблем у кампањи касније познатој као Крик рат. Џексон се показао као вешт војсковођа, завевши чврсту дисциплину у редове милиције, и извојевавши велику победу код Horseshoe Bend-а, чија је последица била да је племе Крики целу данашњу Алабаму препустило САД.
Још већу славу Џексону је донела блистава победа над британским експедиционим корпусом код Њу Орлеанса 1815. године, у којој је имао велику помоћ гусара Жана Лафита. С обзиром на претходно склопљени споразум у Генту потпуно безначајна у војном, политичком и сваком другом погледу, та победа је допринела да се у будућим америчким уџбеницима историје англо-амерички рат третира као победа САД.
Две године касније Џексон, сада генерал, добија задатак да осигура јужну границу Џорџије од упада Семинола Индијанаца, односно да спречи да Флорида, која је тада била под шпанском управом, постане уточиште за робове. Џексон је, гонећи Семиноле, прешао шпанску границу, свргнуо тамошњег гувернера и увео америчку окупацијску власт. Ослабљена Шпанија није имала избора него да призна статус кво и посебним уговором преда Флориду САД. Џексон је постао први гувернер Флориде као америчке територије.
Године 1824. Џексон се кандидовао за председника САД, али га је тада победио Џон Квинси Адамс. Ти су избори означили коначни распад дотада владајуће Демократско-републиканске странке. Џексон је постао вођа фракције незадовољних чланова која ће касније прерасти у Демократску странку.
Године 1828. Џексон је, као први демократски кандидат у историји, водио изузетно оштру кампању, вешто користећи чињеницу да већину кандидата гласају бирачи, а не државне скупштине, као и све већи удео граничних западних држава међу становништвом и кандидатским колегијумом. Као популиста, користио је своје скромно порекло и тврдио да представници „источне“ аристократије не могу да брину о интересима народа. Последица је била уверљива победа.
Одмах по доласку на власт, Џексон је отпустио све федералне службенике заменивши их својим присталицама чиме је установио тзв. систем плена који ће бити темељ америчке кадровске политике у 19. веку. Џексон се истакао и у свом оштром отпору и успешном укидању федералне средишње банке, коју је сматрао оруђем „источњачке“ финансијске аристократије. Године 1830. Џексон је био један од кључних заговорника Закона о пресељењу Индијанаца којим су Чероки и друга индијанска племена насилно расељена на другу страну реке Мисисипи како би се створило што више слободне земље за беле досељенике.
Године 1832. се Џексон, иако јужњак и присталица слабе федералне владе, супротставио настојањима Јужне Каролине да укине федералне царине у тзв. нулификацијској кризи. Исте године је на председничким изборима поразио представника Виговске партије Хенрија Клеја.
Након истека другог мандата, Џексон се повукао на своје имање Хермитеџ у Нешвилу, али је остао активан у политици као заговорник јединства америчке нације и противник сецесије јужних држава.

### Биографије
- Booraem, Hendrik (2001). Young Hickory: The Making of Andrew Jackson. Lanham, MD: Taylor Trade Publishing. ISBN 978-0-8783-3263-2.; 344 pages; coverage to age 21
- Brands, H. W. (2005). Andrew Jackson: His Life and Times. New York, NY: Knopf Doubleday Publishing Group. ISBN 978-1400-03072-9.
- Kendall, Amos (1843). Life of Andrew Jackson: Private, Military, and Civil. New York, NY: Harper & Brothers. OCLC 6738380.
- Latner, Richard B. (2002). „Andrew Jackson”.  Ур.: Graff, Henry. The Presidents: A Reference History (3 изд.). New York, NY: Charles Scribner's Sons. стр. 106—127. ISBN 978-0-684-31226-2. OCLC 49029341.
- Meacham, Jon (2008). American Lion: Andrew Jackson in the White House. New York, NY: Random House Publishing Group. ISBN 978-0-8129-7346-4.
- Parton, James (1860a). Life of Andrew Jackson, Volume 1. New York, NY: Mason Brothers. OCLC 3897681.
- Parton, James (1860b). Life of Andrew Jackson, Volume 3. New York: Mason Brothers. OCLC 3897681.
- Remini, Robert V. (1977). Andrew Jackson and the Course of American Empire, 1767–1821. New York, NY: Harper & Row Publishers, Inc. ISBN 978-0-8018-5912-0.
- Remini, Robert V. (1981). Andrew Jackson and the Course of American Freedom, 1822–1832. New York, NY: Harper & Row Publishers, Inc. ISBN 978-0-8018-5913-7.
- Remini, Robert V. (1984). Andrew Jackson and the Course of American Democracy, 1833–1845. New York, NY: Harper & Row Publishers, Inc. ISBN 978-0-8018-5913-7.
- Remini, Robert V. (1988). The Life of Andrew Jackson. New York, NY: Harper & Row Publishers, Inc. ISBN 978-0-0618-0788-6. Abridgment of Remini's 3-volume biography.
- Snelling, William Joseph (1831). A Brief and Impartial History of the Life and Actions of Andrew Jackson. Boston: Stimpson & Clapp. OCLC 6692507.
- Wilentz, Sean (2005). Andrew Jackson. New York, NY: Henry Holt and Company. ISBN 978-0-8050-6925-9.

### Специјализоване студије
- Adams, Henry (1986) [1891]. History of the United States of America During the Administrations of James Madison. New York, NY: Library Classics of the United States. ISBN 978-0-9404-5035-6.
- Adams, Henry (1879). The Life of Albert Gallatin. Philadelphia, PA: J. B. Lippincott & Co. OCLC 320500098.
- Baptist, Edward E. (2014). The Half has Never Been Told: Slavery and the Making of American Capitalism. New York, NY: Basic Books. ISBN 978-04650-0296-2.
- Bates, Christopher G. (2015). The Early Republic and Antebellum America: An Encyclopedia of Social, Political, Cultural, and Economic History. New York, NY: Routledge. ISBN 978-13174-5740-4.
- Berutti, Ronald A. (1992). „The Cherokee Cases: The Fight to Save the Supreme Court and the Cherokee Indians”. American Indian Law Review. 17 (1): 291—308. JSTOR 20068726. doi:10.2307/20068726.
- Bogart, Ernest Ludlow (1907). „The Economic History of the United States”. 21 (3). ISSN 0022-3808.
- Boller, Paul F. Jr. (2004). Presidential Campaigns: From George Washington to George W. Bush. New York, NY: Oxford University Press. ISBN 978-0-19516-716-0.
- Borneman, Walter R. (2008). Polk: The Man Who Transformed the Presidency and America. New York, NY: Random House. ISBN 978-1-4000-6560-8.
- Byrne, James Patrick; Coleman, Philip; King, Jason Francis (2008). Ireland and the Americas: Culture, Politics, and History : a Multidisciplinary Encyclopedia. Santa Barbara, CA: ABC-CLIO. ISBN 978-1-85109-614-5.
- Cheathem, Mark R. (1. 4. 2011). „Andrew Jackson, Slavery, and Historians”. History Compass. 9 (4): 326—338. ISSN 1478-0542. doi:10.1111/j.1478-0542.2011.00763.x.
- Cumfer, Cynthia (2007). Separate peoples, one land: The minds of Cherokees, Blacks, and Whites on the Tennessee frontier. Chapel Hill, NC: University of North Carolina Press. ISBN 978-0-8078-3151-9.
- Durham, Walter T. (1990). Before Tennessee: the Southwest Territory, 1790–1796: a narrative history of the Territory of the United States South of the River Ohio. Piney Flats, TN: Rocky Mount Historical Association. ISBN 978-0-9678-3071-1.
- Ellis, Richard E. (1974).  Woodward, C. Vann, ур. Responses of the Presidents to Charges of Misconduct. New York: Delacorte Press. стр. 61—68. ISBN 978-0-440-05923-3.
- Gannett, Henry (1905). The Origin of Certain Place Names in the United States. Washington, D.C.: Myron E. Sharpe, Inc. OCLC 37302804. Архивирано из оригинала 4. 5. 2016. г.
- Garrison, Tim Allen (2002). The Legal Ideology of Removal: The Southern Judiciary and the Sovereignty of Native American Nations. Athens, GA: University of Georgia Press. ISBN 978-0-8203-3417-2.
- Gullan, Harold I. (2004). First fathers: the men who inspired our Presidents. Hoboken, NJ: John Wiley & Sons. ISBN 978-0-471-46597-3.
- Howe, Daniel Walker (2007). What Hath God Wrought: the Transformation of America, 1815–1848. Oxford, NY: Oxford University Press. ISBN 978-0199-74379-7.
- Jackson, Elmer Martin (1985). Keeping the lamp of remembrance lighted: a genealogical narrative with pictures and charts about the Jacksons and their allied families. Hagerstown, MD: Hagerstown Bookbinding and Printing Co. ASIN B0006EMC6A.
- Jahoda, Gloria (1975). The Trail of Tears: The Story of the American Indian Removals 1813–1855. New York: Holt, Rinehart and Winston. ISBN 978-0-03-014871-2.
- Kennedy, Kathleen; Ullman, Sharon Rena (2003). Sexual Borderlands: Constructing an American Sexual Past. Columbus, OH: Ohio State University Press. ISBN 978-0-8142-0927-1. Архивирано из оригинала 7. 4. 2015. г.
- Lansford, Tom; Woods, Thomas E., ур. (2008). Exploring American History: From Colonial Times to 1877. 10. New York: Marshall Cavendish. стр. 1046. ISBN 978-0-7614-7758-7.
- Leeden, Michael A. (2001). Tocqueville on American Character. New York: Macmillan. ISBN 978-0-3122-5231-1. Приступљено 15. 1. 2014.
- Lewis, J. D. (2012). NC Patriots 1775–1783: Their Own Words. 1 – The NC Continental Line. Little River, SC: J.D. Lewis. стр. 193—94. ISBN 978-1-4675-4808-3.
- Marszalek, John F. (2000) [1997]. The Petticoat Affair: Manners, Mutiny, and Sex in Andrew Jackson's White House. Baton Rouge, LA: LSU Press. ISBN 978-0-8071-2634-9.
- Martin, François-Xavier (1829). The History of Louisiana, from the Earliest Period, Vol. 2. New Orleans, LA: A.T. Penniman & Co. OCLC 1007640291.
- Mills, William J. (2003). Exploring Polar Frontiers: A Historical Encyclopedia. 1. Santa Barbara, CA: ABC-CLIO, Inc. ISBN 978-1-57607-422-0.
- Nevins, Allan; Commanger, Henry Steele; Morris, Jeffrey (1992) [1941]. A Pocket History of the United States. New York, NY: Simon & Schuster. ISBN 978-0-671-79023-3.
- Niven, John (1988). John C. Calhoun and the Price of Union: A Biography. Baton Rouge, LA: LSU Press. ISBN 978-0-8071-1858-0.
- Nowlan, Robert A. (2012). The American Presidents, Washington to Tyler. Jefferson, NC: McFarland Publishing. ISBN 978-0786463367.
- Ogg, Frederic Austin (1919). The Reign of Andrew Jackson; Vol. 20, Chronicles of America Series. New Haven, CT: Yale University Press. OCLC 928924919.
- Olson, James Stuart (2002).  Shadle, Robert L., ур. Encyclopedia of the Industrial Revolution in America. Westport, CT: Greenwood Press. ISBN 978-0-313-30830-7.
- Paletta, Lu Ann; Worth, Fred L. (1988). The World Almanac of Presidential Facts. New York, NY: World Almanac Books. ISBN 978-0-345-34888-3.
- Prucha, Francis Paul (1969). „Andrew Jackson's Indian policy: a reassessment”. Journal of American History. 56 (3): 527—539. JSTOR 1904204. doi:10.2307/1904204.
- Rorabaugh, W.J.; Critchlow, Donald T.; Baker, Paula C. (2004). America's Promise: A Concise History of the United States. Lanham, MD: Rowman & Littlefield. ISBN 978-0-7425-1189-7.[мртва веза]
- Rutland, Robert Allen (1995). The Democrats: From Jefferson to Clinton. Columbia, MO: University of Missouri Press. ISBN 978-0-8262-1034-0.
- Sabato, Larry; O'Connor, Karen (2002). American Government: Continuity and Change. New York: Pearson Longman. ISBN 978-0-321-31711-7.
- Schlesinger, Arthur M. (1953) [1945]. The Age of Jackson. Boston, MA: Little, Brown and Company. OCLC 69627609.
- Schwartz, Bernard (1993). A History of the Supreme Court. New York, NY: Oxford University Press. ISBN 978-0195-09387-2.
- Warshauer, Matthew (2006). Andrew Jackson and the Politics of Martial Law. Knoxville, TN: University of Tennessee Press. ISBN 978-1572-33624-7.
- Wilentz, Sean (2006). The Rise of American Democracy: Jefferson to Lincoln. New York, NY: W.W. Norton & Company, Inc. ISBN 978-0-393-05820-8.
- Zinn, Howard (1980). „7: As Long As Grass Grows or Water Runs”. A People's History of the United States. Abingdon-on-Thames, UK: Routledge Taylor and Francis Group. ISBN 978-0060-83865-2.

### Историографија
- Curtis, James C. (1976). Andrew Jackson and the Search for Vindication. Boston: Little, Brown and Co. ISBN 978-0673-39334-0.
- Sellers, Charles Grier Jr. (1958). „Andrew Jackson versus the Historians”. Mississippi Valley Historical Review. 44 (4): 615. JSTOR 1886599. doi:10.2307/1886599.

### Примарни извори
- Jackson, Andrew (1926—1935).  Bassett, John Spencer; Jameson, J. Franklin, ур. The Correspondence of Andrew Jackson. 5. Washington, D.C.: Carnegie Institute of Washington. OCLC 970877018. 7 volumes total.
- Jackson, Andrew (1926—1935).  Smith, Sam B.; Owlsey, Harriet Chappell; Feller, Dan; Moser, Harold D., ур. The Correspondence of Andrew Jackson. Knoxville, TN: University of Tennessee Press. OCLC 5029597. (9 vols. 1980 to date)
- Richardson, James D., ур. (1897). Compilation of the Messages and Papers of the Presidents. Washington, D.C.: Bureau of National Literature and Art. OCLC 980191506. Reprints his major messages and reports.
- Library of Congress. "Andrew Jackson Papers", a digital archive that provides direct access to the manuscript images of many of the Jackson documents. online